# Лакшми (фильм)
«Лакшми» — комедийный фильм ужасов на хинди. Ремейк тамильского фильма 2011 года Kanchana 2. Сценарий и режиссура Рагхавы Лоуренса, дебютирующего в кино на хинди. Главные роли исполняют Акшай Кумар и Киара Адвани.
Из-за пандемии COVID-19 фильм не был показан в кинотеатрах Индии, и транслировался на платформе Disney+Hotstar с 9 ноября 2020 года. Однако, фильм был показан в странах, где был отменён запрет на работу кинотеатров — в Объединённых Арабских Эмиратах, Фиджи, Австралии и Новой Зеландии. И получил отрицательные отзывы критиков и зрителей.

## Сюжет
Сюжет построен вокруг индийской семьи, столкнувшейся со злым и мстительным призраком Лакшми. Отец семейства Асиф не верит в призраков, но именно он становится его главной жертвой. Лакшми вселяется в него, после чего мужчина начинает себя странно вести: то приобретая женские черты поведения, то, временами превращается в мусульманина, говорящего на хинди или умственно отсталого мальчика. Семья обращается к экзорцисту, чтобы освободить Асифа. Дух Лакшми, изгнанный из его тела, рассказывает свою историю.
Лаксман Шарма, псевдоним Лакшми — трансгендерная женщина, от которой отказались её родители. Ей предлагает приют добрый мусульманин по имени Абдул Чача, который воспитывает умственно неполноценного сына. Мечтая стать врачом, но лишённая этой возможности, Лакшми помогает материально и заботится о девушке Гите, которая вскоре уезжает за границу для изучения медицины. Лакшми покупает участок земли, чтобы построить больницу для бедных. Но её имущество незаконным способом отнимает агентство под руководством Гирджи, а он сам, подвергаясь нападкам Лакшми, убивает её, Абдула Чачи и его сына. Перед смертью Лакшми клянется отомстить Гирджи.
Асиф тронут историей Лакшми и, рискуя опасностью, снова позволяет её духу овладеть им. Теперь он противостоит Гирджи и ужасно расправляется с его приспешниками, а потом и главным злодеем. Несколько месяцев спустя Асиф строит больницу для Гиты, как того хотела Лакшми. Она продолжает жить в его теле, помогая в различных ситуациях.

## В ролях
- Акшай Кумар — Арав / Лакшми[4]
- Киара Адвани
- Аеша Раза Мишра[5]
- Тусшар Капур
- Шарад Келкар
- Тарун Арора[6]
- Ашвини Калсекар
- Ману Риши
- Бабу Антоний
- Мир Сарвар
- Раджеш Шарма
- Мускаан Хубчандани[7]

## Производство
Ремейк Kanchana 2 с Акшаем Кумаром в главной роли был анонсирован во второй половине января 2019 года режиссёром оригинальной версии Рагхавой Лоуренсом. Съемочный период начался 22 апреля 2019 года со съемок песни «Bismillah». В январе 2020 года состав звезд записал песню «Burj Khalifa» в Дубае. Съемки завершились 1 марта 2020 года.

## Рынок и премьера фильма
Премьера фильма была запланирована на 22 мая 2020 года, но была отложена из-за  пандемии COVID-19.
29 июня 2020 года Disney + Hotstar провели виртуальную пресс-конференцию, на которой Акшай Кумар объявил, что фильм выйдет исключительно на цифровой платформе Disney + Hotstar Multiplex, после закрытия кинотеатров из-за пандемии COVID-19. Однако, позже было решено выпустить фильм в странах, где вновь открылись кинотеатры, таких как ОАЭ, Австралия и Новая Зеландия.
Официальный тизер был выпущен Disney + Hotstar 9 октября 2020 года. Также было объявлено, что в глобальный прокат фильм выйдет 9 ноября ближе к празднику Дивали

## Музыка
Музыка к фильму была написана Танишк Багчи, Шаши-Хуши и Анупом Кумаром, а тексты к ним написаны Вайбхавом Шриваставой, Ваю, Гаганом Ахуджей, Фархадом Самджи и Анупои Кумаром.